# Stanko Tavčar
Stanko Tavčar (né le 2 février 1898 à Dobrova en Autriche-Hongrie (auj. en Slovénie) et mort le 11 juillet 1945 à Ljubljana) est un footballeur international yougoslave. Il évoluait au poste de défenseur. Après sa carrière, il devient docteur.

## Biographie
Il est le premier Slovène à avoir porté le maillot de la sélection yougoslave.
Il est né dans la ville de Dobrova, près de Ljubljana. De 1912 à 1922 il passe sa carrière de joueur en défense dans l'équipe d'Ilirija Ljubljana. Il gagne trois championnats slovènes.
Il joue 2 matchs pour l'équipe nationale yougoslave, pendant les JO de 1920.
Il étudie la médecine à l'Université Charles de Prague. Après avoir mis un terme à sa carrière il décide de pratiquer la médecine à Ljubljana, Kranj et Vienne.

## Carrière
- 1912-1922 : Ilirija Ljubljana

## Sélections
- 2 sélections et 0 but avec la  Yougoslavie en 1920.